# امامزاده دوبرار
امامزاده دوبرار مربوط به سده‌های اولیه دوران‌های تاریخی پس از اسلام تا دوره ایلخانی است و در شهرستان دماوند، روستای مراء واقع شده است.
این اثر در تاریخ ۱۰ خرداد ۱۳۸۲ با شمارهٔ ثبت ۹۰۹۹ به‌عنوان یکی از آثار ملی ایران به ثبت رسیده است.

## محل
محل این دو بنا در بالای ضلع غربی روستای مراء و در سینه کش ارتفاعات غربی آن، در سمت چپ جاده آسفالته‌ای است که از گیلاوند آغاز و با عبور از روستای مراء به روستاهای کاجان و تمیسان منتهی می‌شود. این دو بنا در ۳۵ درجه و ۳۹ دقیقه و ۱۷٫۴ ثانیه عرض جغرافیایی و در ۵۲ درجه و ۰۰ دقیقه و ۵۰٫۶ ثانیه طول جغرافیایی و در ارتفاع حدوداً ۱۸۳۰ متر از سطح دریا قرار دارند.

## قدمت و معماری
این اثر تاریخی از دو بنای برج مانند مقبره‌ای که در جهت شمال شرق – جنوب غرب و در کنار یکدیگر و به فاصله ۶ متر از هم قرار دارند تشکیل شده است. ترکیب کلی، نحوه ساخت و مصالح بکار رفته شده در احداث این دو بنا، تقریباً یکسان است اما تفاوتهایی نیز در آنها دیده می‌شود که تقریباً ناچیز است. بنای هر دو امامزاده هشت ضلعی است اما در نمای خارجی اضلاع بنای شرقی، طاقنماهایی ایجاد شده که بر زیبایی آن افزوده است. ارتفاع بنای امامزاده شرقی و گنبد رک آن از ارتفاع و گنبد بنای امامزاده غربی بلندتر و کشیده تر می‌باشد. نمای داخلی امامزاده غربی دایره شکل و نمای داخلی امامزاده شرقی هشت ضلعی است. مصالح بکار رفته در احداث هر دو بنا از سنگ لاشه و ملات گچ و ساروج بوده و نمای داخلی هر دوی آنها با گچ اندود شده و نمای خارجی آنها بند کشی فی مابین سنگها می‌باشد. درب ورودی هر دو به سمت شرق باز می‌شود و دارای درهای دولنگه کوچک چوبی می‌باشند. هر دو بنا در دوره‌های مختلف مورد مرمت واقع شده اما متأسفانه در امر مرمت، اصالت و هویت اصلی بنا توجه و دقت نشده و لذا آسیبهایی به هر دو وارد شده است. در محوطه پیرامون این دو بنا یک قبرستان تاریخی وجود دارد کرد که تقریباً تمامی گورهایی آن متعلق به دوران اسلامی می‌باشد. در سالهای اخیر بر اثر افزایش جمعیت و کمبود فضای قبرستان بسیاری از گورهای قبلی بر اثر حفر قبور جدید شکافته شده و اموات جدید در داخل آن دفن شده‌اند. این امر موجب جابجایی انبوه سنگهای تاریخی شده که بنظر می‌رسد سه قطعه از آنها به داخل این اثر تاریخی منتقل شده است.
در روی سطح تپه‌ای که این دو بنا و قبرستان تاریخی روستای مراء در آن قرار دارد، قطعات سفال‌هایی از انواع نخودی و قرمز با نقوش سفالهای دوره سلجوقیان، مغول، تیموری و دوره‌های بعد یافت شده است که این مطلب تأییدی است بر استفاده از این محل در دوران‌های یاد شده.
کنکاش کارشناسان باستان‌شناسی در محوطه این اثر از یافت سفالینه‌های نخودی و قرمز با نقوش متعلق به دوران سلجوقیان، مغول، تیموری و دیگر دوره‌های تاریخی خبر می‌دهد با توجه به این کشفیات اثر تاریخی محوطه پیرامون امامزاده دوبرادر را می‌توان به دوران قرون اولیه اسلامی ولی بقاع یاد شده را مربوط به دوره‌های ایلخانیان یا تیموریان یعنی قرون هفت و هشت هجری قمری نسبت می‌دهند.